# Quarterback titolari dei Carolina Panthers
Questi quarterback sono partiti come titolari per i Carolina Panthers della National Football League. Sono inseriti in ordine di data a partire dalla prima partenza come titolari nei Panthers.

## Quarterback titolari
Lista di tutti i quarterback titolari dei Carolina Panthers. Il numero tra parentesi indica il numero di gare da titolare giocate nella stagione:

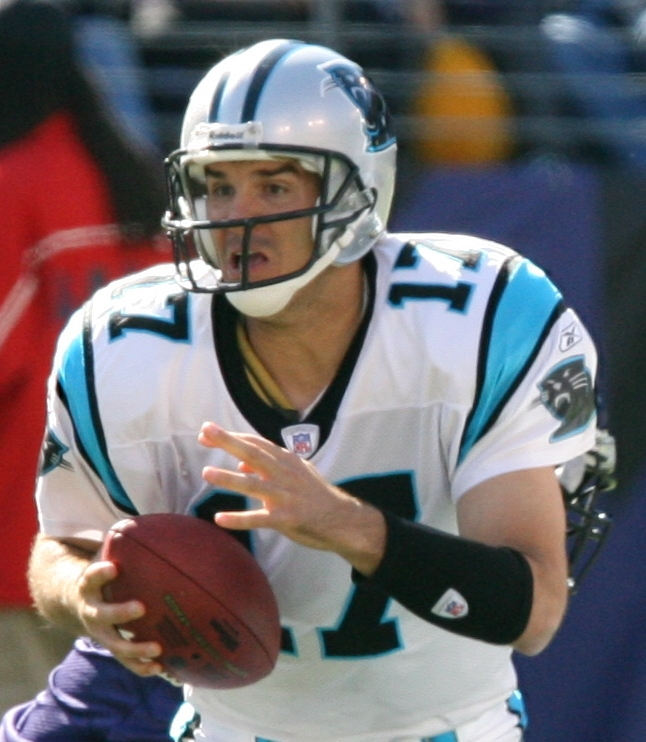
Jake Delhomme 2003-2009

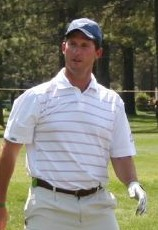
Steve Beuerlein 1996-2000

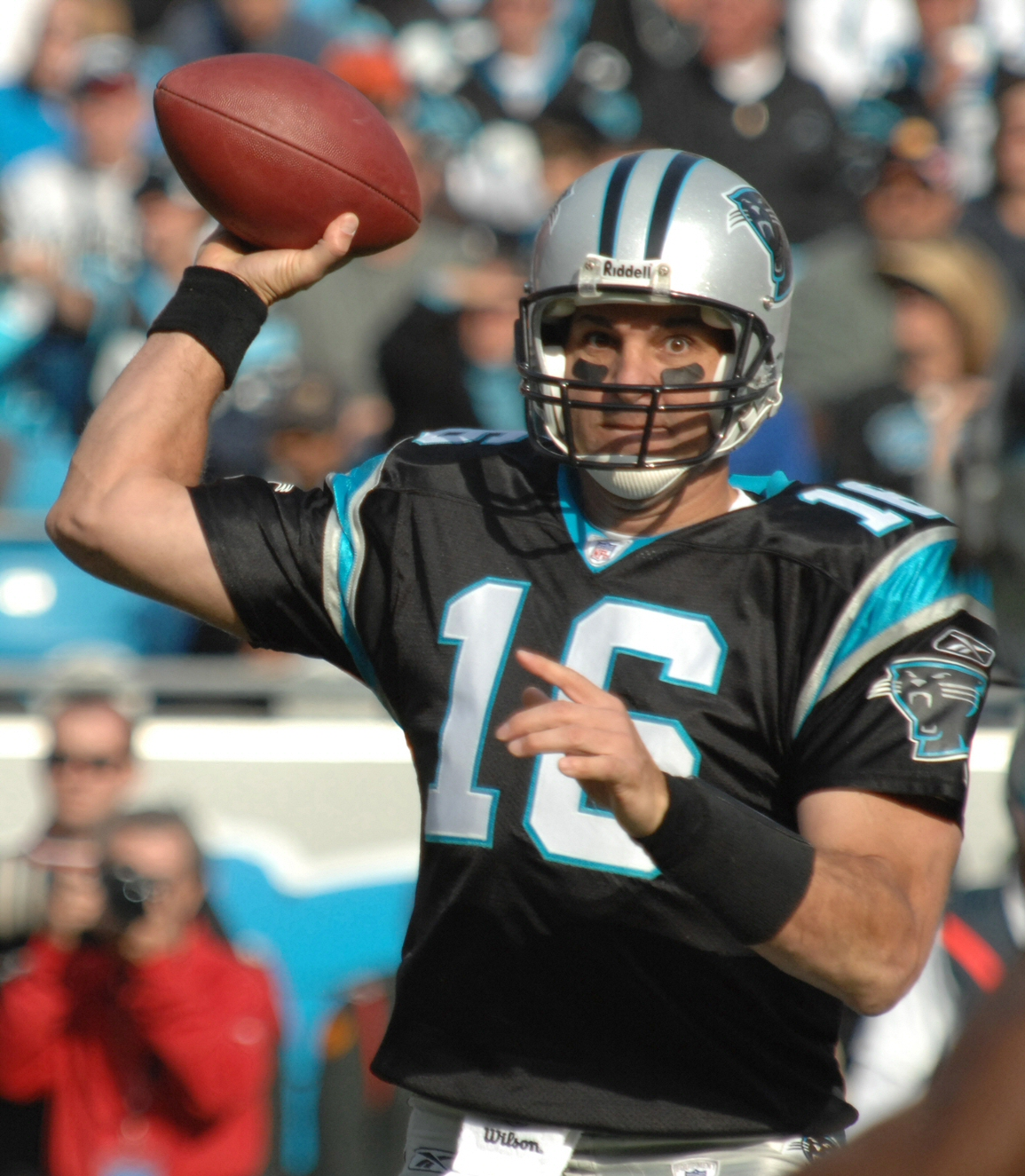
Vinny Testaverde 2007

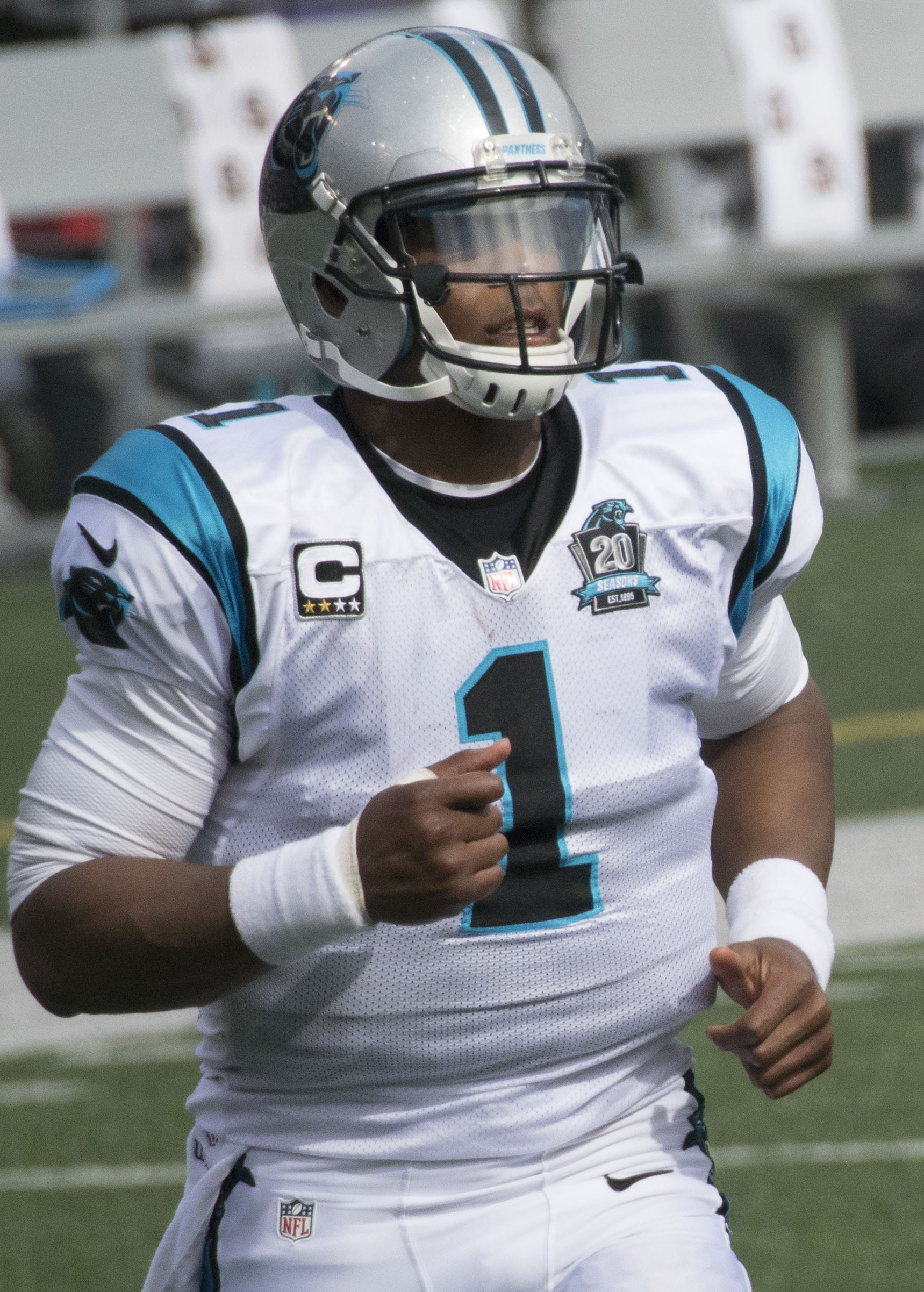
Cam Newton 2011-presente

| Quarterback titolari dei Carolina Panthers |                                                                            |                   |        |
| 2018                                       | Cam Newton (14) / Taylor Heinicke (1) / Kyle Allen (1)                     |                   | [ 1 ]  |
| 2017                                       | Cam Newton (16)                                                            |                   | [ 2 ]  |
| 2016                                       | Cam Newton (16)                                                            |                   | [ 3 ]  |
| 2015                                       | Cam Newton (16)                                                            | Cam Newton (3)    | [ 4 ]  |
| 2014                                       | Cam Newton (14) / Derek Anderson (2)                                       | Cam Newton (2)    | [ 5 ]  |
| 2013                                       | Cam Newton (16)                                                            | Cam Newton (1)    | [ 6 ]  |
| 2012                                       | Cam Newton (16)                                                            |                   | [ 7 ]  |
| 2011                                       | Cam Newton (16)                                                            |                   | [ 8 ]  |
| 2010                                       | Jimmy Clausen (10) / Matt Moore (5) / Brian St. Pierre (1)                 |                   | [ 9 ]  |
| 2009                                       | Jake Delhomme (11) / Matt Moore (5)                                        |                   | [ 10 ] |
| 2008                                       | Jake Delhomme (16)                                                         | Jake Delhomme (1) | [ 11 ] |
| 2007                                       | Vinny Testaverde (6) / David Carr (4) / Matt Moore (3) / Jake Delhomme (3) |                   | [ 12 ] |
| 2006                                       | Jake Delhomme (13) / Chris Weinke (3)                                      |                   | [ 13 ] |
| 2005                                       | Jake Delhomme (16)                                                         | Jake Delhomme (3) | [ 14 ] |
| 2004                                       | Jake Delhomme (16)                                                         |                   | [ 15 ] |
| 2003                                       | Jake Delhomme (15) / Rodney Peete (1)                                      | Jake Delhomme (4) | [ 16 ] |
| 2002                                       | Rodney Peete (14) / Randy Fasani (1) / Chris Weinke (1)                    |                   | [ 17 ] |
| 2001                                       | Chris Weinke (15) / Matt Lytle (1)                                         |                   | [ 18 ] |
| 2000                                       | Steve Beuerlein (16)                                                       |                   | [ 19 ] |
| 1999                                       | Steve Beuerlein (16)                                                       |                   | [ 20 ] |
| 1998                                       | Steve Beuerlein (12) / Kerry Collins (4)                                   |                   | [ 21 ] |
| 1997                                       | Kerry Collins (13) / Steve Beuerlein (3)                                   |                   | [ 22 ] |
| 1996                                       | Kerry Collins (12) / Steve Beuerlein (4)                                   | Kerry Collins (2) | [ 23 ] |
| 1995                                       | Kerry Collins (13) / Frank Reich (3)                                       |                   | [ 24 ] |

## Maggior numero di gare come quarterback titolare
I seguenti quarterback sono partiti più volte come titolari nei Panthers durante le gare della stagione regolare. Il grassetto indica che il giocatore è ancora nel roster della squadra.
| Nome             | P  | PT | V  | S  | P | %    |
| ---------------- | -- | -- | -- | -- | - | ---- |
| Cam Newton       | 93 | 92 | 51 | 40 | 1 | .560 |
| Jake Delhomme    | 91 | 90 | 53 | 37 | 0 | .589 |
| Steve Beuerlein  | 59 | 51 | 23 | 28 | 0 | .451 |
| Kerry Collins    | 45 | 42 | 22 | 20 | 0 | .524 |
| Chris Weinke     | 27 | 19 | 2  | 17 | 0 | .105 |
| Rodney Peete     | 16 | 15 | 8  | 7  | 0 | .533 |
| Matt Moore       | 22 | 13 | 7  | 6  | 0 | .538 |
| Jimmy Clausen    | 13 | 10 | 1  | 9  | 0 | .100 |
| Vinny Testaverde | 7  | 6  | 2  | 4  | 0 | .333 |
| Derek Anderson   | 22 | 4  | 2  | 2  | 0 | .500 |
| David Carr       | 6  | 4  | 1  | 3  | 0 | .250 |
| Frank Reich      | 3  | 3  | 0  | 3  | 0 | .000 |
| Randy Fasani     | 4  | 1  | 0  | 1  | 0 | .000 |
| Matt Lytle       | 3  | 1  | 0  | 1  | 0 | .000 |
| Brian St. Pierre | 1  | 1  | 0  | 1  | 0 | .000 |